# Вільякіламбре
Вільякіламбре (ісп. Villaquilambre) — муніципалітет в Іспанії, у складі автономної спільноти Кастилія-і-Леон, у провінції Леон. Населення — 17 631 особа (2010).
Муніципалітет розташований на відстані близько 290 км на північний захід від Мадрида, 3 км на північ від Леона.
На території муніципалітету розташовані такі населені пункти: (дані про населення за 2010 рік)
- Каналеха: 28 осіб
- Кастрільїно: 22 особи
- Наватехера: 7651 особа
- Робледо-де-Торіо: 420 осіб
- Вільяморос-де-лас-Регерас: 237 осіб
- Вільянуева-дель-Арболь: 221 особа
- Вільяобіспо-де-лас-Регерас: 5465 осіб
- Вільякіламбре: 2192 особи
- Вільярродріго-де-лас-Регерас: 982 особи
- Вільясінта-де-Торіо: 413 осіб

## Демографія
Динаміка населення (INE ):